# Barbicornis conjuncta
Barbicornis conjuncta är en fjärilsart som beskrevs av Jose Francisco Zikán 1952. Barbicornis conjuncta ingår i släktet Barbicornis och familjen Riodinidae. Inga underarter finns listade i Catalogue of Life.